# Błażej (Mogârzan)
Błażej (imię świeckie Vasile Mogârzan, ur. 18 października 1941 w Slatinie) – duchowny Rumuńskiego Kościoła Prawosławnego Starego Kalendarza, od 1992 metropolita Slătioary i zwierzchnik tegoż Kościoła.

## Życiorys
W 1968 został przyjęty do stanu mniszego. Święcenia kapłańskie przyjął 31 lipca 1981. Chirotonię biskupią otrzymał 29 lipca 1985. W 1992 roku został wybrany na metropolitę Rumuńskiego Kościoła Prawosławnego Starego Kalendarza.